# Spinipalpa
Spinipalpa là một chi bướm đêm thuộc họ Noctuidae.